# Virgilia
Virgilia là một chi thực vật có hoa thuộc họ Fabaceae. Loài này sinh sống ở nam châu Phi, có lá có lông. Hoa chúng được đánh giá cao nên cây được trồng làm cảnh, đặc biệt là loài Virgilia divaricata và Virgilia oroboides ('Pink Blossom Tree'), dù chúng có tuổi thọ ngắn khoảng 15 năm. Chúng ưa thích đất tưới tiêu tốt, vài cây cao 2 m ở mùa đầu tiên.
Virgilia oroboides có và đồng nghĩa, còn cả hai V. oroboides và V. divaricata đã từng được đặt tên V. capensis bởi các tác giả khác nhau.

## Hình ảnh

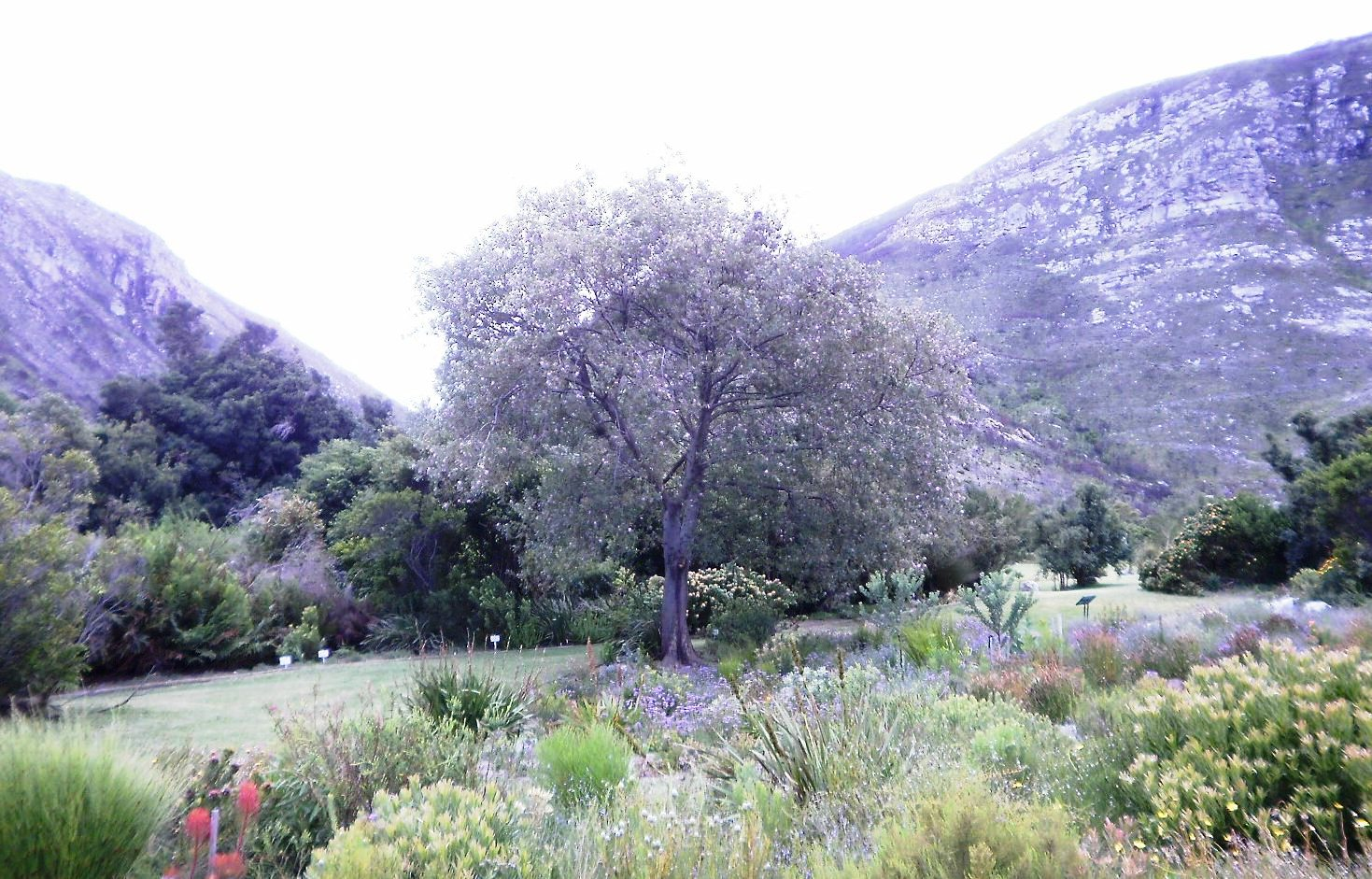
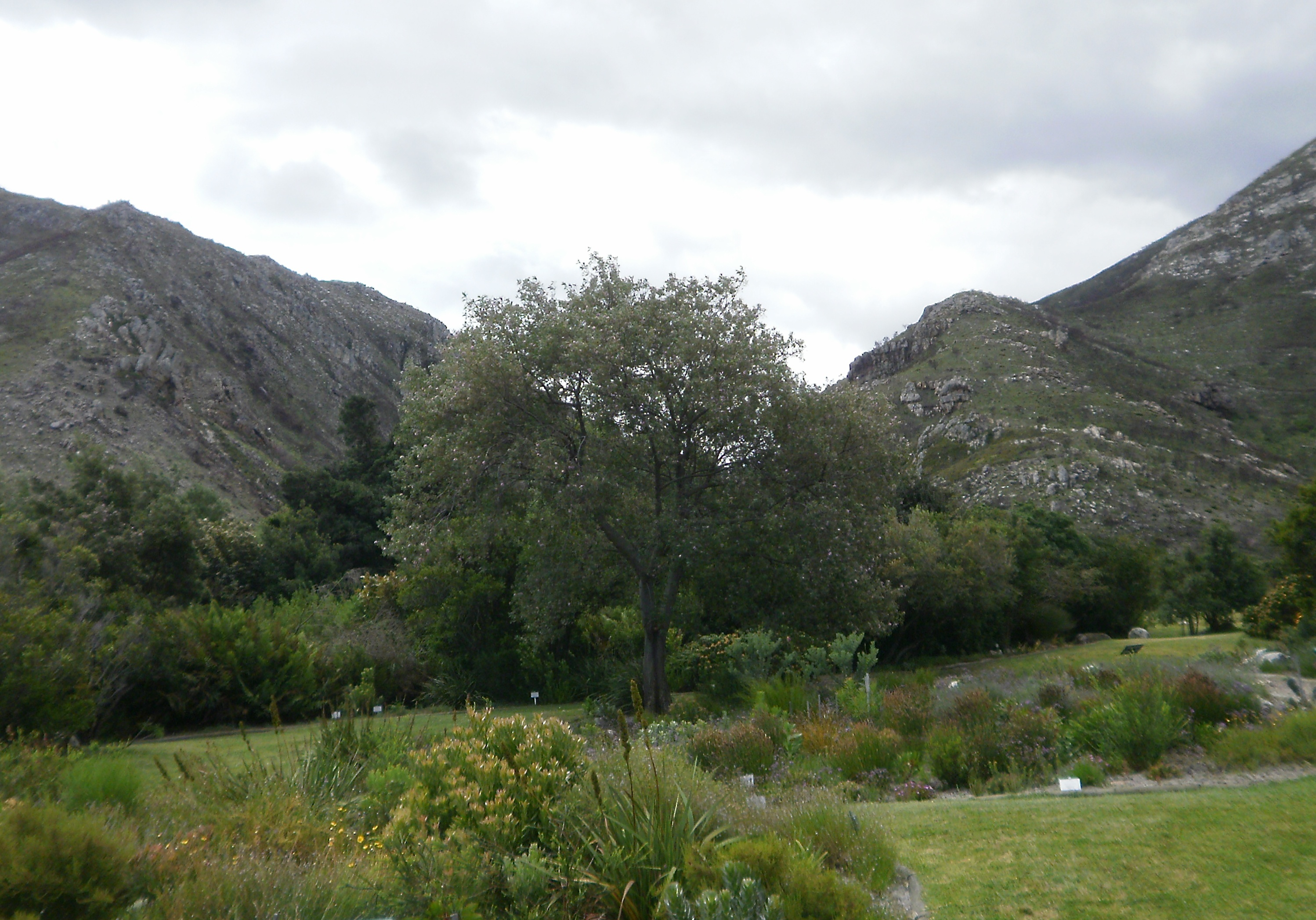
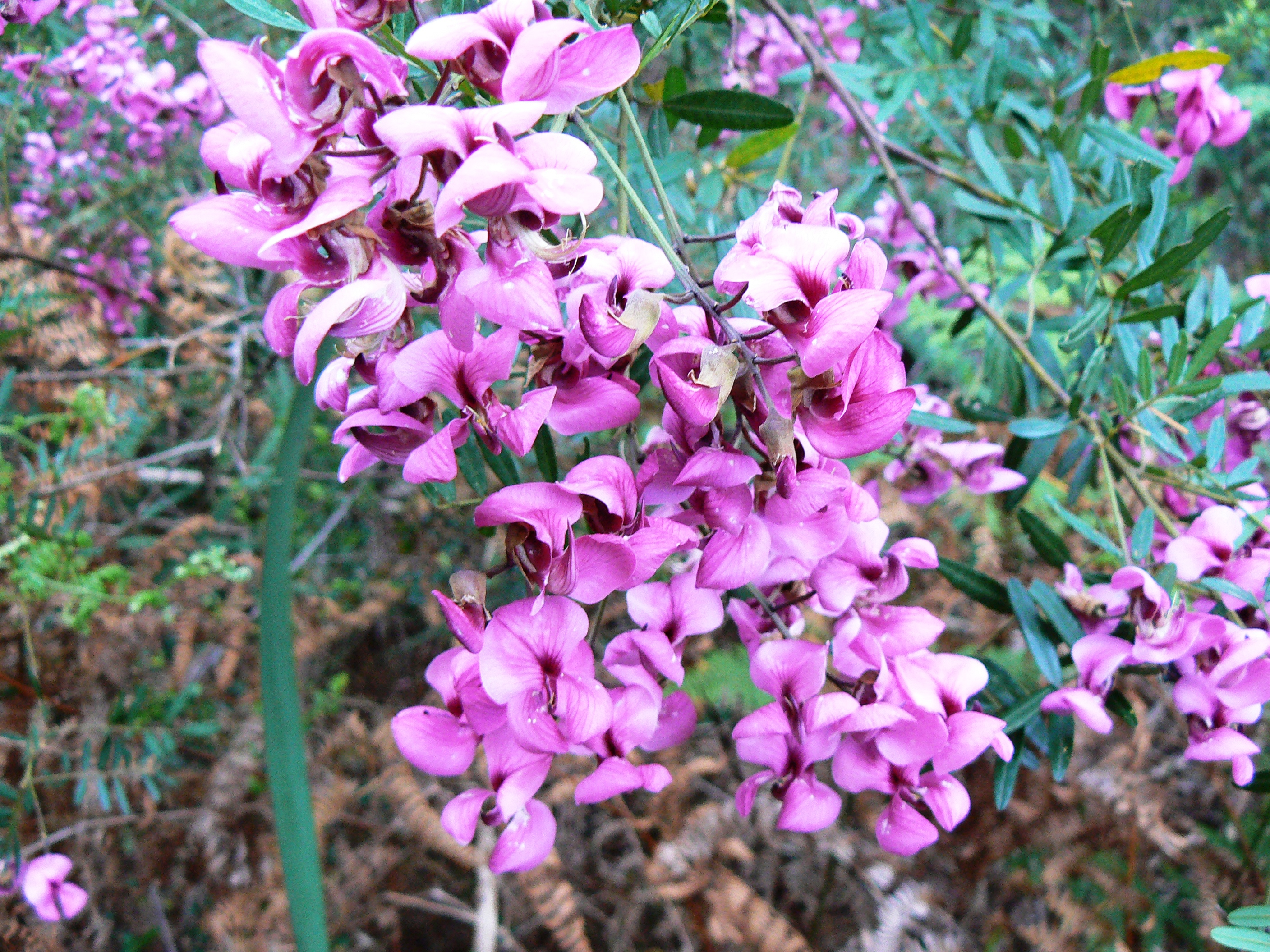
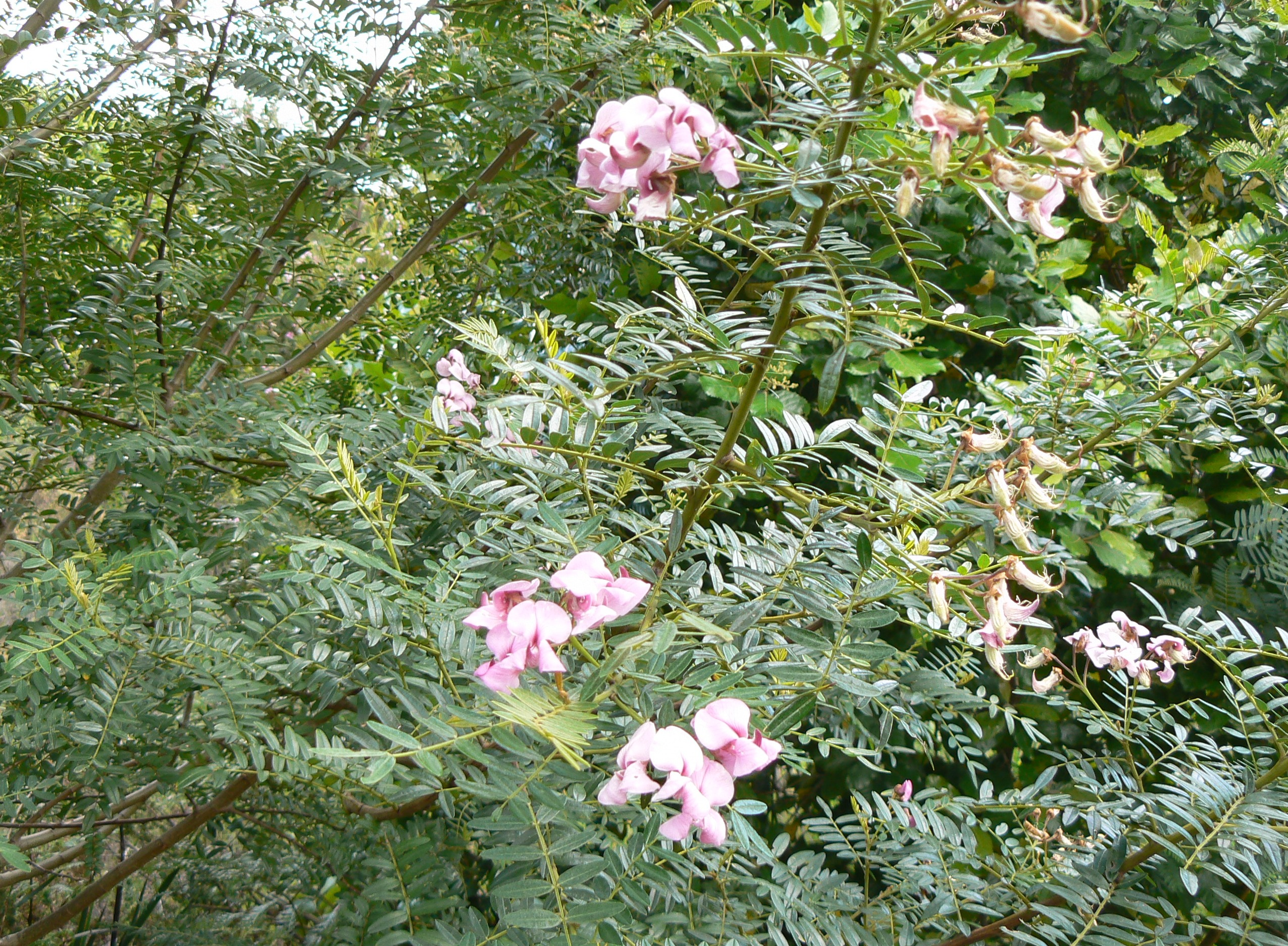